# Махадас
Махадас (ісп. Majadas) — муніципалітет в Іспанії, у складі автономної спільноти Естремадура, у провінції Касерес. Населення — 1309 осіб (2010).
Муніципалітет розташований на відстані близько 180 км на захід від Мадрида, 75 км на північний схід від Касереса.

## Демографія
Динаміка населення (INE ):